# Metartjärnen (Arvidsjaurs socken, Lappland, 728559-170155)
Metartjärnen är en sjö i Arvidsjaurs kommun i Lappland och ingår i Piteälvens huvudavrinningsområde.